# Jetour X95
Jetour X95 — выпускающийся с 2019 года среднеразмерный кроссовер бренда Jetour китайской компании Chery.

## История
Модель представлена на Шанхайском автосалоне в июле 2018 года. В продаже в Китае с ноября 2019 года по ценам от 99 900 до 152 900 юаней.
На рынке России модель не представлена и не присутствует в линейке моделей официально анонсированных компанией на 2023 год, однако, по схеме параллельного импорта весной 2023 года модель предлагалась «серыми» дилерами по ценам от 2 450 000 до 2 560 000 рублей.

## Описание
Внешне практически повторяет дизайн модели X90, но по габаритам немного больше, визуально отличия — фары и решётка радиатора, окрашенные в чёрный цвет стойки. До появления X90 Plus в 2021 году характерным отличием была линия задних боковых окон — у X90 линия прямая.
Гамма двигателей и коробки передач — такие же как у X90: бензиновые 1,5-литровый турбодвигатель E4T15B мощностью 147 л. с. с «механикой» или с 8-ступенчатым «автоматом», или 1,6-литровый турбомотор F4J16 мощностью 197 л. с. с 6-ступенчатым «роботом» с двойным сцеплением.
Привод — передний. Подвеска: спереди — типа «МакФерсон», сзади — независимая «многорычажка».

## Галерея

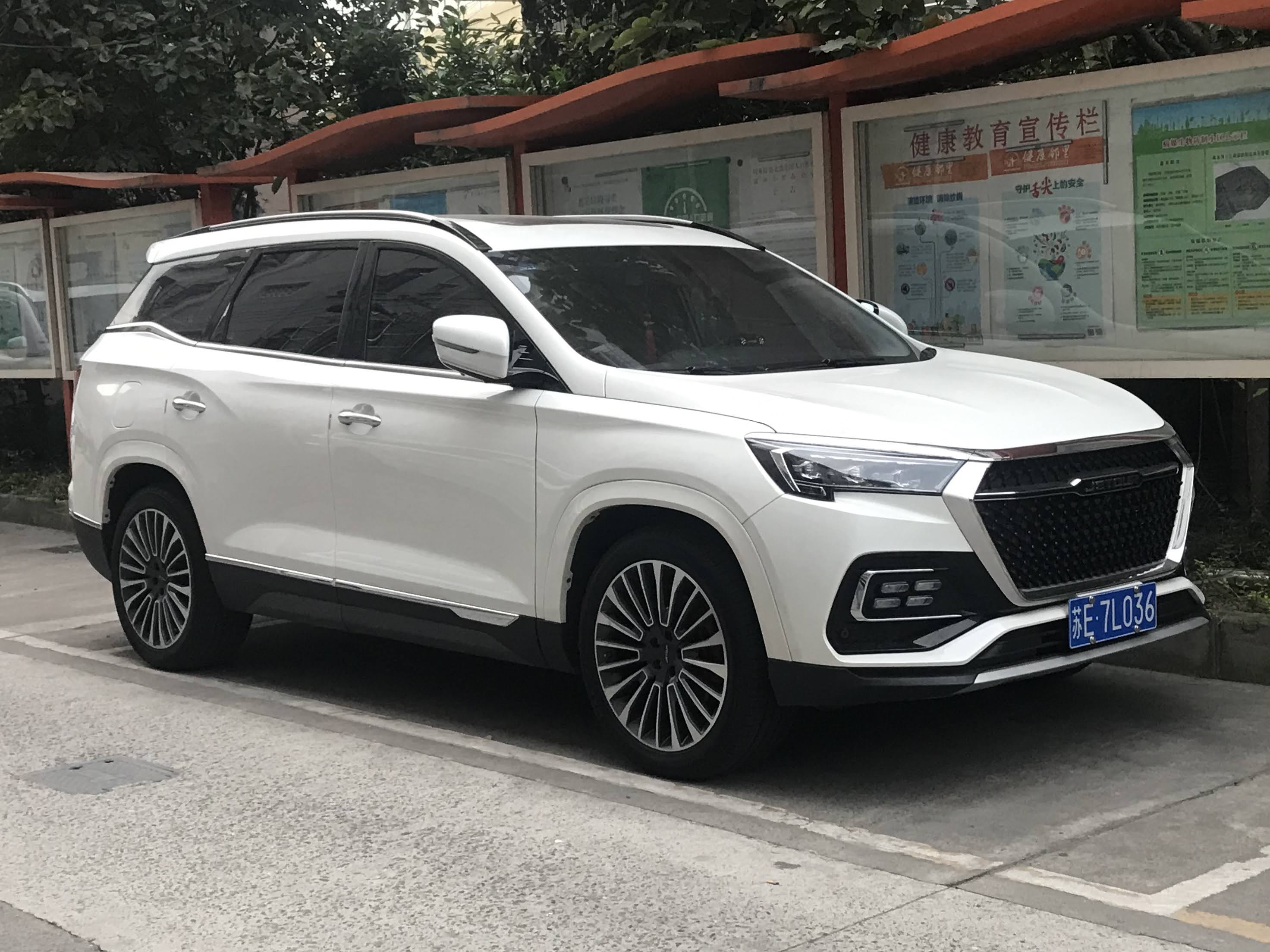
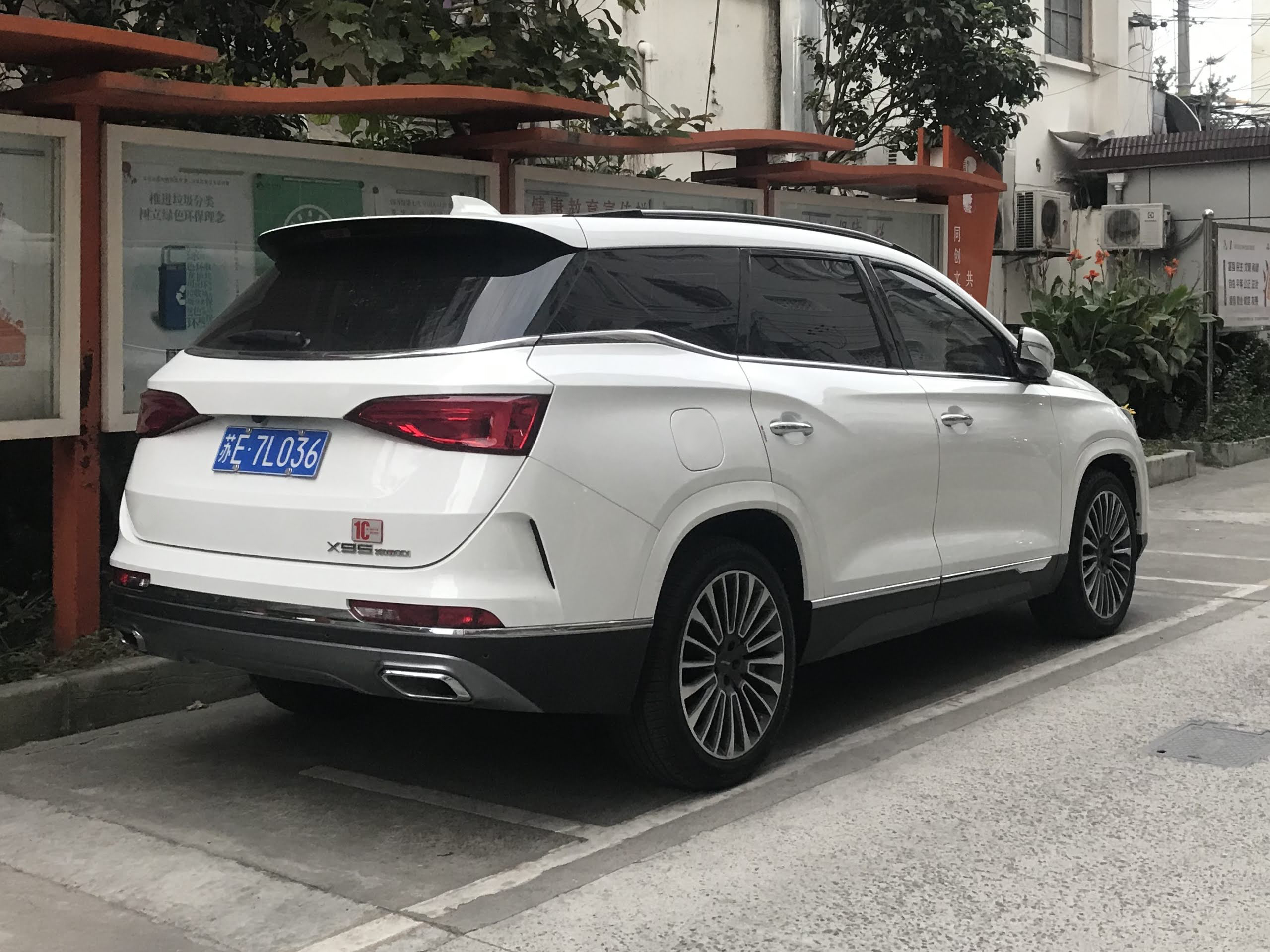